# IBM Scientific Centers
Mit der Einrichtung von IBM Scientific Centers installierte die IBM Corporation ab 1964 neben den bisherigen Forschungslaboren der IBM Research Division eine zweite Forschungsorganisation mit weltweit verteilten Forschungszentren, die zum Teil bis Ende der 1990er Jahre tätig waren.

## Geschichte
Ihre Geschichte begann im Jahr 1964 mit der Gründung der ersten vier Zentren in den USA (in der nachfolgenden Auflistung mit * gekennzeichnet) und ist in der Folge bis auf weltweit 26 Zentren im Jahr 1989 angewachsen. Ihre Geschichte endete im Verlauf der beginnenden 1990er Jahre. 
Während die Forschungslabore der IBM Research Division aus patentrechtlichen und anderen Gründen sehr restriktiv in Bezug auf wissenschaftliche Kooperationsprojekte mit Nicht-IBM-Einrichtungen sein mussten, waren technisch-wissenschaftliche und anwendungsorientierte Kooperationsprojekte mit Universitäten und anderen öffentlich-rechtlichen Forschungseinrichtungen ein wichtiger Teil der Mission der IBM Scientific Centers. Und es gab noch einen weiteren wesentlichen Unterschied: Während die Labore der IBM Research Division direkt dieser Einrichtung unterstanden und von deren Zentrale in Armonk, New York, USA, inhaltlich gesteuert wurden, waren die IBM Scientific Centers dezentral organisiert und ein integraler Bestandteil der IBM-Organisationen des jeweiligen Landes oder der Region, in denen sie angesiedelt waren. In Deutschland war dies z. B. die IBM Deutschland GmbH und das ihr zugehörige IBM Wissenschaftliche Zentrum Heidelberg.
Die Aufgabe eines IBM Scientific Centers war es, sich mit seiner Forschung, seiner Expertise und seinen Kooperationsprojekten zum Wohle des jeweiligen Landes einzubringen und damit einen Beitrag zum Ansehen der Fa. IBM in diesem Land oder dieser Region zu leisten. Aufgrund dessen war das Spektrum der Aktivitäten eines solchen Zentrums oftmals sehr breit. So konnten sich z. B. einige Forschungsgruppen mit Themen befassen, die man der grundlagen- oder produktorientierten Forschung zurechnen kann, während andere sich mit anwendungsbezogenen Forschungsthemen befassten zum Beispiel satellitengestützte Bodenklassifizierung. (In  finden sich detaillierte Beschreibungen zur thematischen Ausrichtung und Forschungsprojekten sowie eine Auswahl von Referenzen auf deren wissenschaftliche Veröffentlichungen der einzelnen Zentren, soweit diese im Jahr 1989 noch aktiv waren.)
Ganz frei und unabhängig in ihren Entscheidungen hinsichtlich ihrer inhaltlichen Ausrichtung waren die IBM-Landesorganisationen bzw. die IBM Scientific Centers nicht. Die generellen Forschungsthemen dieser Einrichtungen wurden mit dem jeweiligen IBM Chief Scientist der IBM Corp. abgestimmt und dieser sorgte u. a. mittels regelmäßig durchgeführter Begutachtungen durch international besetzte Gutachterteams, dass die wissenschaftliche Substanz und Relevanz dieser Forschungen den hohen IBM-internen Qualitätsansprüchen an wissenschaftliches Arbeiten entsprach.
In der ersten Hälfte der 1990er Jahre geriet IBM in die größte Krise ihrer Firmengeschichte. Enorme Umsatzeinbrüche in fast allen Bereichen führten zu  Sparmaßnahmen, die sukzessive weltweit zu ihrer Schließung oder Neuausrichtung und Umwandlung führten. In den 2000ern war der Begriff IBM Scientific Centers dann gänzlich verschwunden.

## Auflistung der IBM Scientific Centers
- Bari, Italien (1969–1979)
- Bergen, Norwegen (ab 1986)
- Brasilia, Brasilien (1980–1986)
- Kairo, Ägypten (ab 1983)
- Cambridge, Massachusetts, USA (ab 1964) *
- Caracas, Venezuela (ab 1983)
- Grenoble, Frankreich (1967–1973)
- Haifa, Israel (ab 1972)
- Heidelberg, Deutschland (ab 1968)
- Houston, Texas (1966–1974)
- Kuwait, Kuwait (ab 1980)
- Los Angeles, Kalifornien, USA (ab 1964) *
- Madrid, Spanien (ab 1972)
- Mexiko-Stadt, Mexiko (ab 1971)
- New York City (1964–1972) *
- Palo Alto, Kalifornien, USA (ab 1964) *
- Paris, Frankreich (ab 1977)
- Peterlee, Vereinigtes Königreich (1969–1979)
- Pisa, Italien (ab 1971)
- Philadelphia, Pennsylvania, USA (1972–1974)
- Rio de Janeiro, Brasilien (ab 1986)
- Rom, Italien (eingerichtet 1979)
- Tokyo, Japan (eingerichtet 1970)
- Venedig, Italien (1969–1979)
- Wheaton, Maryland, USA (1967–1969)
- Winchester, Vereinigtes Königreich (eingerichtet 1979)